# 茶卡镇
茶卡镇，是中国青海省海西蒙古族藏族自治州乌兰县下属的一镇，因境内的茶卡盐湖得名，面积2191.46平方公里，人口5017人（2000年）。
茶卡镇位于乌兰县东端，1956年设茶卡乡，后改为茶卡公社，1958年设县级茶卡工作委员会，1963年分出茶卡区，1972年撤销，1984年改名为巴音乡，1985年分出茶卡镇，2001年巴音乡并入茶卡镇。镇内经济以畜牧业和矿业为主。

## 图集

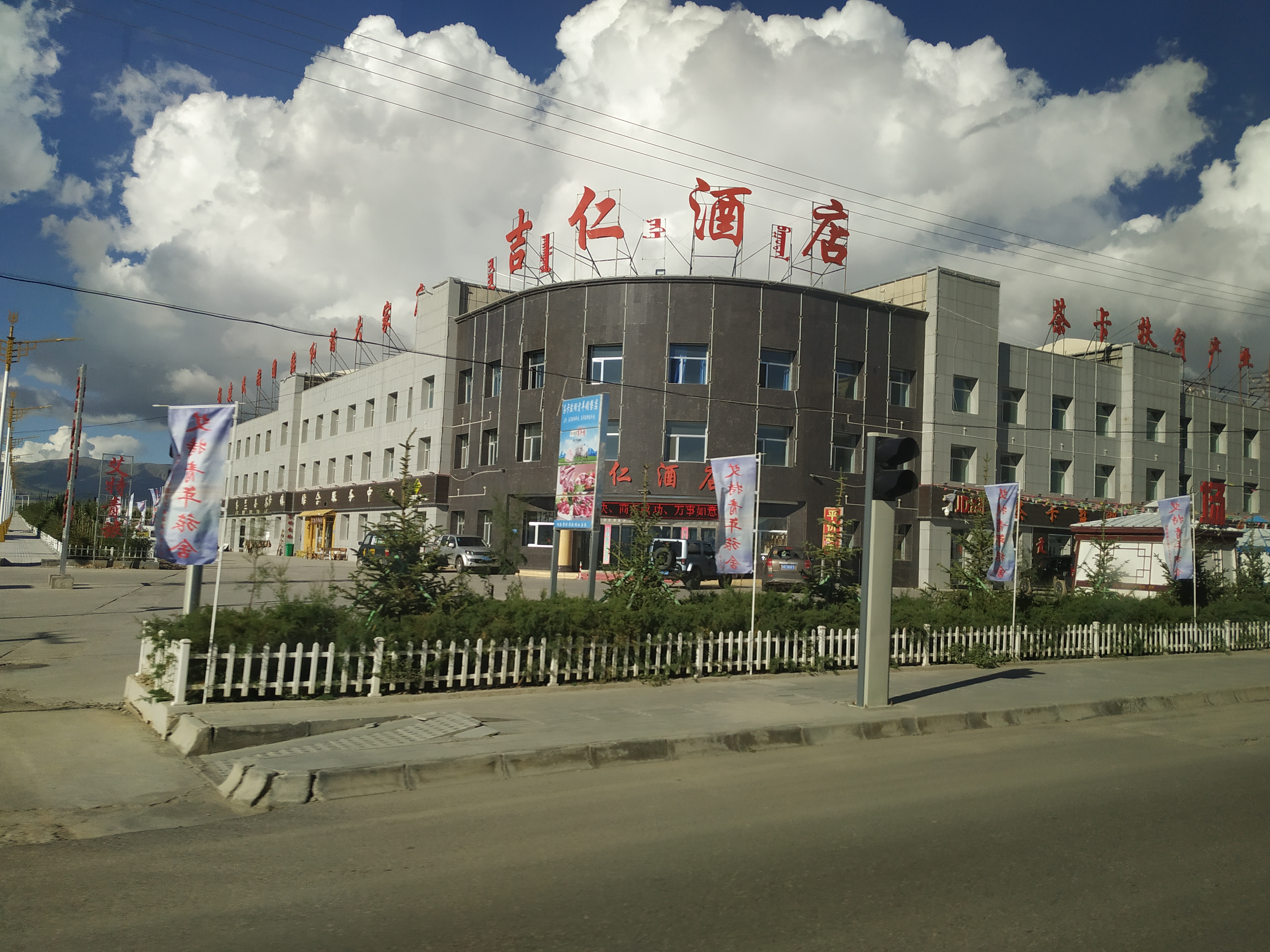
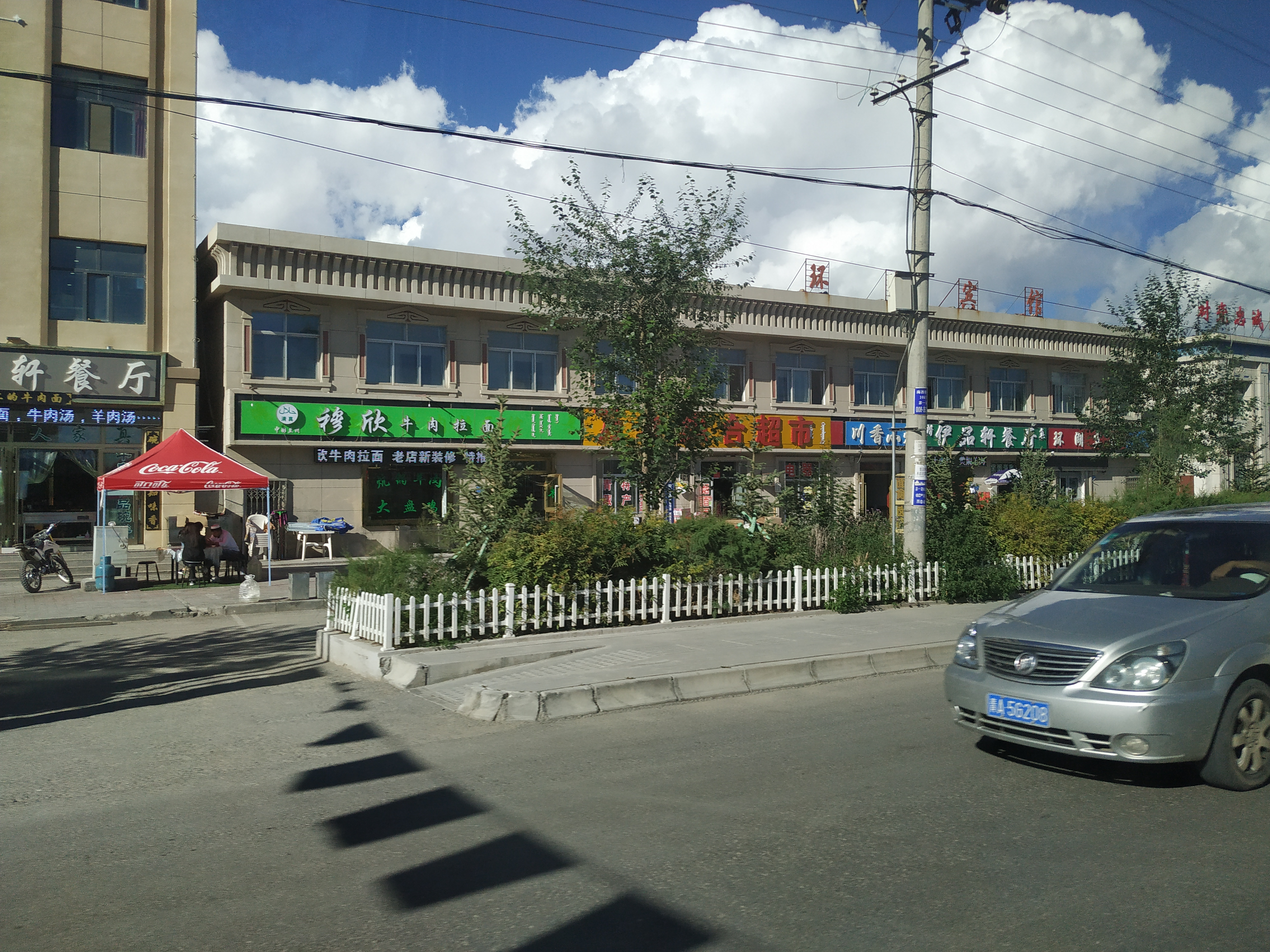
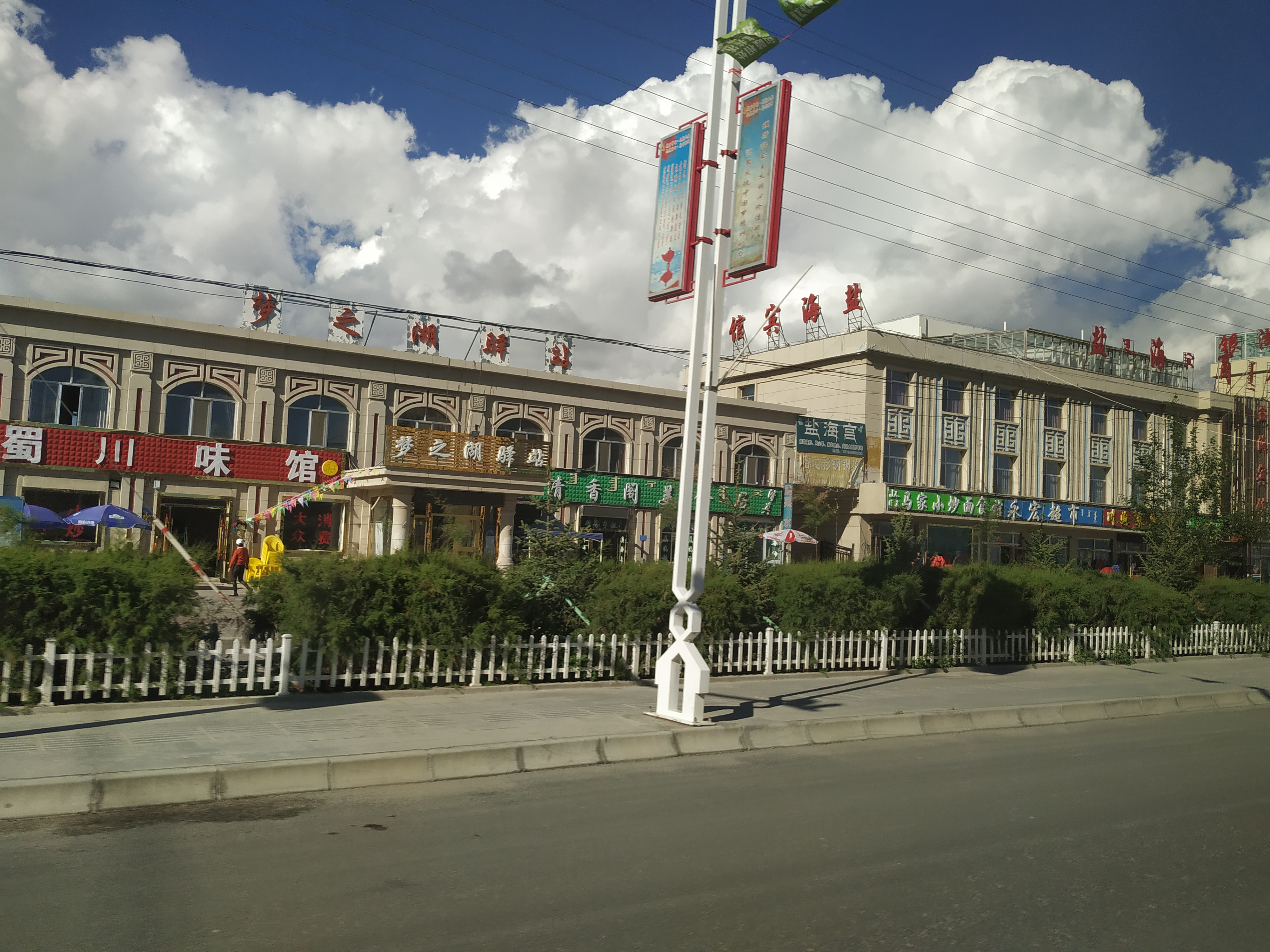
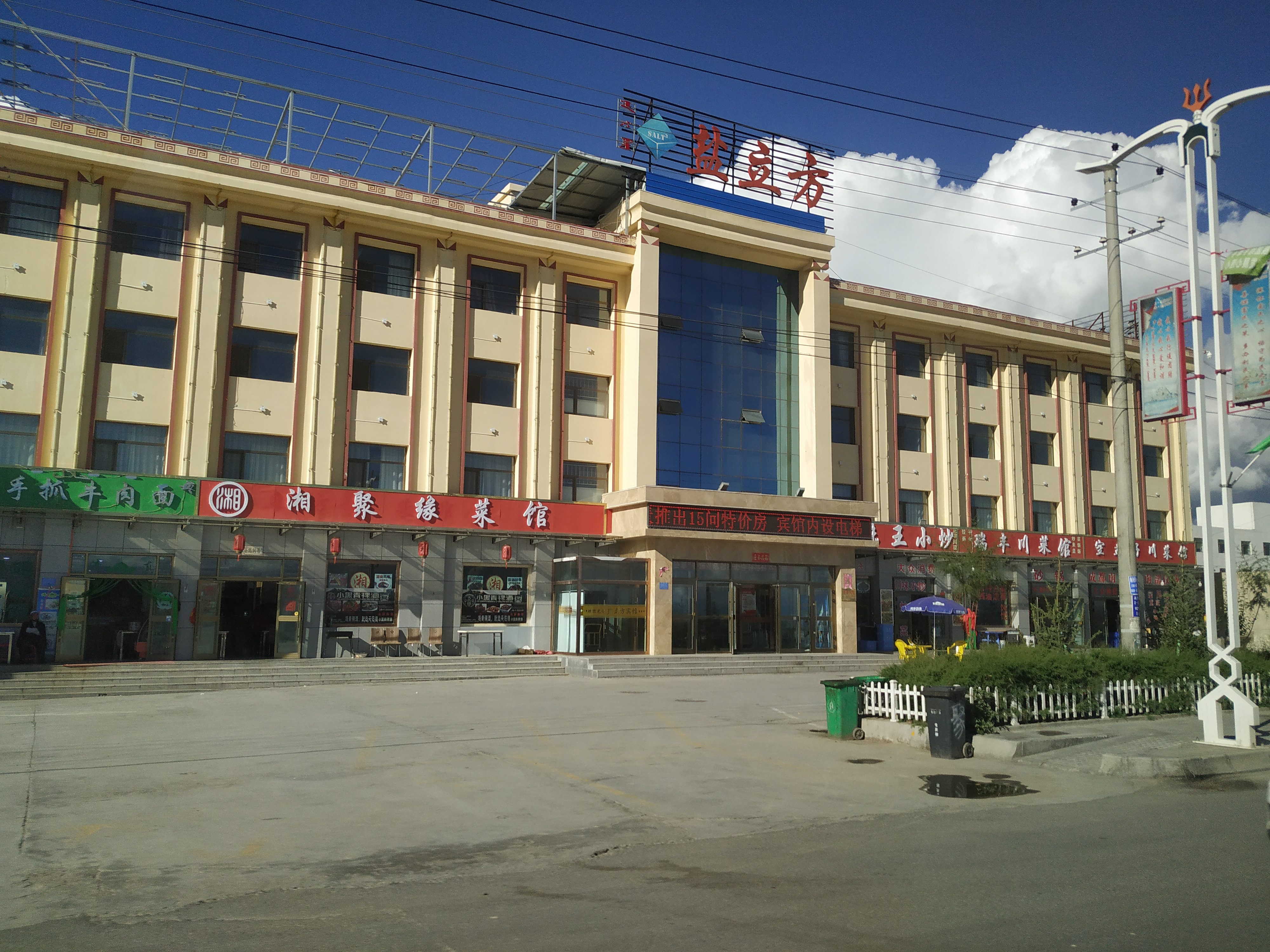

## 行政区划
现辖：
茶卡社区、巴里河滩牧委会、夏艾里沟牧委会、乌兰哈达牧委会、那仁牧委会、塔拉牧委会、扎布寺牧委会、茶卡村和巴音村。

## 特产
茶卡盐：中国地理标志产品。